# Облик (Зларин)
Облик је мало ненасељено острво у хрватском делу Јадранског мора, у акваторији града Шибеника са групом од 15 острва и острвца око Зларина. У тој групи Облик је по величини треће острво.
Налази 2,5 км југоисточно од острва Зларин. Површина острва износи 0,249 км². Дужина обалске линије је 1,99 км.. Највиши врх на острву је висок 66 метара